# 乔·莱利 (1991年)
乔·莱利（英語：Joe Riley，1991年10月13日—）是英格兰足球运动员，司职右后卫，出身博尔顿青訓系統。现效力于英乙的貝利 。

## 俱乐部生涯
莱利在英超球队博尔顿接受青年训练，并在博尔顿开始职业足球生涯。2011年8月24日，他在博尔顿和马科斯菲尔德的英格兰联赛杯比赛中首次代表博尔顿成年队出场。2011年11月6日，他在博尔顿主场5比0击败斯托克城的比赛中首发出场，担任右后卫，这也是他首次在英超联赛中亮相。在比赛伤停补时阶段，他被换下场时受到博尔顿球迷集体的站立鼓掌。